# Grabow (Kümmernitztal)
Grabow ist ein Ortsteil der Gemeinde Kümmernitztal des Amtes Meyenburg im Landkreis Prignitz in Brandenburg.

## Geographie
Der Ort liegt sieben Kilometer südwestlich von Meyenburg. Die Nachbarorte sind Frehne im Norden, Bergsoll und Ziegelei im Nordosten, Penzlin-Süd im Osten, Struck, Ausbau und Gerdshagen im Südosten, Buckow im Südwesten, Silmersdorf im Westen sowie Neu Silmersdorf im Nordwesten.

## Geschichte
1962 wurden die Gemeinden Buckow und Grabow zur Gemeinde Grabow-Buckow vereinigt.